# André Walewski
André Walewski est né le 15 janvier 1871 à Valence et mort le 5 février 1954 à Paris (16e), en France. Descendant de l’Empereur Napoléon Ier et de sa maîtresse polonaise Maria Walewska, dont il est l'arrière petit-fils, c'est un homme d’affaires français qui s'est illustré lors de la mise en place des taxis de la Marne au début de la Première Guerre mondiale en 1914.

## Famille
André Walewski est le fils d'Alexandre II Walewski (1844-1898) et de son épouse Jeanne Saladduchin dit Sala (1845-1881), fille d'André-Adolphe Saladduchin (1802-1867), comte romain Sala, et de son épouse Victorine-Amélie Finot (fille d'Antoine-Bernard, baron Finot, conseiller d'État, préfet, puis député). Il est également le petit-fils d'Alexandre Walewski, lui-même fils naturel de Napoléon Ier et de Marie Walewska, et de la tragédienne Rachel Félix.
André Walewski épouse le 28 juin 1901 à Paris Marie Molinos (née à Paris le 8 juin 1877 et décédée à Paris le 16 août 1976), fille de l'éminent industriel Léon Isidore Molinos (1848-1914) et de son épouse Marie Hingray. 
André Walewski et son épouse Marie Molinos ont deux fils, Antoine Walewski (1904-1990) et Roger Walewski (1907-1968).

## Biographie
Né le 15 janvier 1871 à Valence, en Espagne, André Walewski suit ses études secondaires au lycée Janson-de-Sailly à Paris. Sorti officier de l’École d’infanterie de Saint-Maixent, il se prépare à une carrière militaire. Cependant, son mariage, en 1901 avec la fille de l’ingénieur entrepreneur Léon Molinos, le pousse vers les affaires. Léon Molinos joue en effet un rôle clé dans la carrière de son gendre en l’appelant, en 1902, à le seconder dans son groupe de halage de péniches Touax : André Walewski en est successivement administrateur, directeur général puis président jusqu’à la fin de sa vie.
Membre de plusieurs conseils d’administration dans l’industrie, les mines, l’énergie et les transports, André Walewski est aussi président de la Société française des carburants, et vice-président de la Compagnie des forges et aciéries de la marine et d'Homécourt.
Passionné d’aviation et d’automobile — il possède son permis de conduire dès 1890, permis qui porte le numéro 30 — il décide de conduire pendant un mois, en 1903, une voiture équipée en taxi. Convaincu du potentiel de ce secteur, il lance la Compagnie française des automobiles de place (aussi appelée « Autoplace » ou « Taxis G7 ») le 4 mars 1905 et la dirige jusqu’à son décès, le 5 février 1954.
Pendant, la Première Guerre mondiale, Walewski participe à la mise en place de la stratégie des Taxis de la Marne. Il est ensuite blessé au combat et est plusieurs fois décoré au cours du conflit.

## Bibliographie

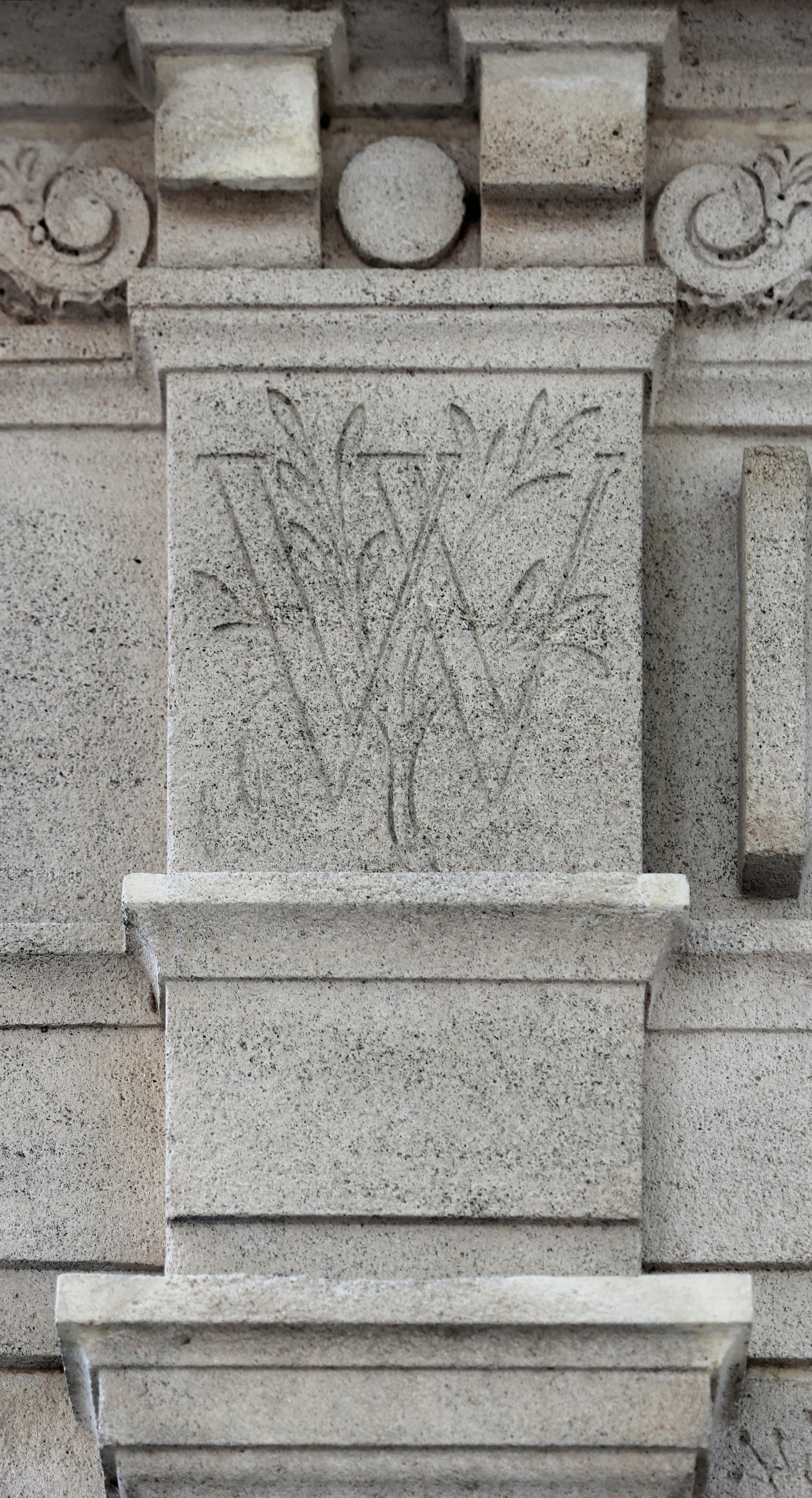
« W » sur la tombe de son père au cimetière du Père-Lachaise, Paris.